# Francesc Gisbert i Muñoz
Francesc Gisbert i Muñoz (Alcoi, 1976) és un escriptor valencià. És llicenciat en Filologia catalana per la Universitat d'Alacant, és professor de secundària i autor de nombroses obres de literatura infantil, juvenil i per a adults. Ha escrit narrativa històrica, d'intriga, de suspens, novel·la de viatges i aventures i per a públic infantil ha escrit contes. És autor de novel·les per a adults i en l'àmbit de la investigació és autor de Màgia per a un poble, recull sobre costums, personatges i creences màgiques de la ciutat de València. Ha col·laborat en materials per al foment de la lectura, didàctics, contes i llibres de text per a diverses editorials. Ha rebut nombrosos premis literaris.

## Obra

### Narrativa infantil
- Una llegenda per a Draco (Edicions del Bullent, 2004)[4]
- Misteris S.L. (Edicions Bromera, 2004)[1]
- La meua família i altres monstres (La Galera, S.A. Editorial, 2006)[5]
- Les aventures de Joana (Fundació Bromera per al Foment de la Lectura, 2006)[1]
- Les històries estranyes (Edicions Bromera, 2007)[6]
- La xiqueta de les històries, (Fundació Bromera per al Foment de la Lectura, 2008)[1]
- Les cares de la integració: per a entendre el racisme (Edicions del Bullent, 2007)[1]
- La Maria no té por. El llibre dels espantacriatures (Andana Editorial, 2013)[7]
- L'escola dels monstres (2019)

### Narrativa juvenil
- La Muntanya Invisible (Edicions Bromera, 2013)[8]
- El misteri de la lluna negra (Tabarca Llibres, 2000)[8]
- El secret de l'alquimista (Edicions Bromera, 2001)[1]
- El fantasma de la torre (Edicions del Bullent, 2002)[9]
- El somriure de l'Esfinx (Tabarca Llibres, 2003)[10]
- La Faula (adaptació lliure del clàssic de Torroella), (Editorial Marfil, 2009)[1]
- La llegenda del corsari, (Edicions Bromera, 2009)[11]
- Des de la foscor, (Editorial Edelvives, 2010)[8]
- Els misteris d'illa negra (SM arrels,2015)[8]
- Un mon de bojos (2016)
- Mi familia y los Monstruos (2017)
- Una familia de Por (2018)
- Por o Fugirem (2018)
- Tot o Res (Andana, Editorial, 2020)
- El misteri de Serra Perduda (2020)

### Narrativa d'adults
- Els lluitadors (Edicions Bromera, 2005)[6]
- València a cara o creu (Viena Ediciones, 2005) Reeditat com A la contra, Tabarca Llibres[12]

### Assaig i investigació
- Màgia per a un poble, Premi Bernat Capó 2008 (Edicions del Bullent, 2007)[1][2]

### Antologies i llibres col·lectius
- Històries d'un institut (dins de la revista Eines, IES Pare Vitoria, 1994)[8]
- Quantes coses ens passaran (antologia de joves escriptors, Edicions 3i4, 1995)[8]
- Llibre d'escolaritat, (antologia d'escriptors alcoians vinculats amb l'IES Pare Vitoria), Editorial Marfil, 2004[1]
- Projecte Pluja de Lletres, antologia de lectures per a Primària, Editorial Santillana, 2007-10[8]

## Premis
- 2001 Premi de Novel·la Ciutat de Torrent per El misteri de la Lluna Negra[8]
- 2001 Premi de la Crítica de l'Institut Interuniversitari de Filologia Valenciana per El misteri de la Lluna Negra[13]
- 2001 Enric Valor de narrativa juvenil, per El fantasma de la Torre[9][10]
- 2002 Premi Ciutat de Borriana per El somriure de l'esfinx[10]
- 2003 Premi Carmesina per Una llegenda per a Draco[4]
- 2003 Premi Vicent Silvestre, per Misteris, S.L[10]
- 2004 Nit Literària Andorrana - Laurèdia de contes infantils per Les històries estranyes[6]
- 2005 Premi Enric Valor de novel·la de la Diputació d'Alacant per Els lluitadors[6]
- 2005 Premi 25 d'abril de narrativa de la vila de Benissa per València a cara o creu[12]
- 2005 Premi Josep Maria Folch i Torres per La meua família i altres monstres[5]
- 2007 Premi Bernat Capó per Màgia per a un poble[1][2]
- 2007 Premi Samaruc per La meua família i altres monstres[14]
- 2008 Premi Bancaixa de Narrativa Juvenil per La llegenda del corsari[11]
- 2010 Premi Vila de Catarroja de narrativa per El club dels Quatre Secrets[15]
- 2011 Premi Bernat Capó per A què juguem? Els nostres jocs i joguets tradicionals[16]
- 2013 Premi Ciutat de Benicàssim de narrativa juvenil per La nostra aventura africana[17]
- 2014 Premi de la Crítica dels Escriptors Valencians al millor llibre infantil per La Maria no té por[7]
- 2015 Premi Carmesina-la Safor per Amics i monstres[18]
- 2015 Premi Sagunt de Novel·la per Un món de bojos[19]